# Anthony Ashley-Cooper (VII conde de Shaftesbury)

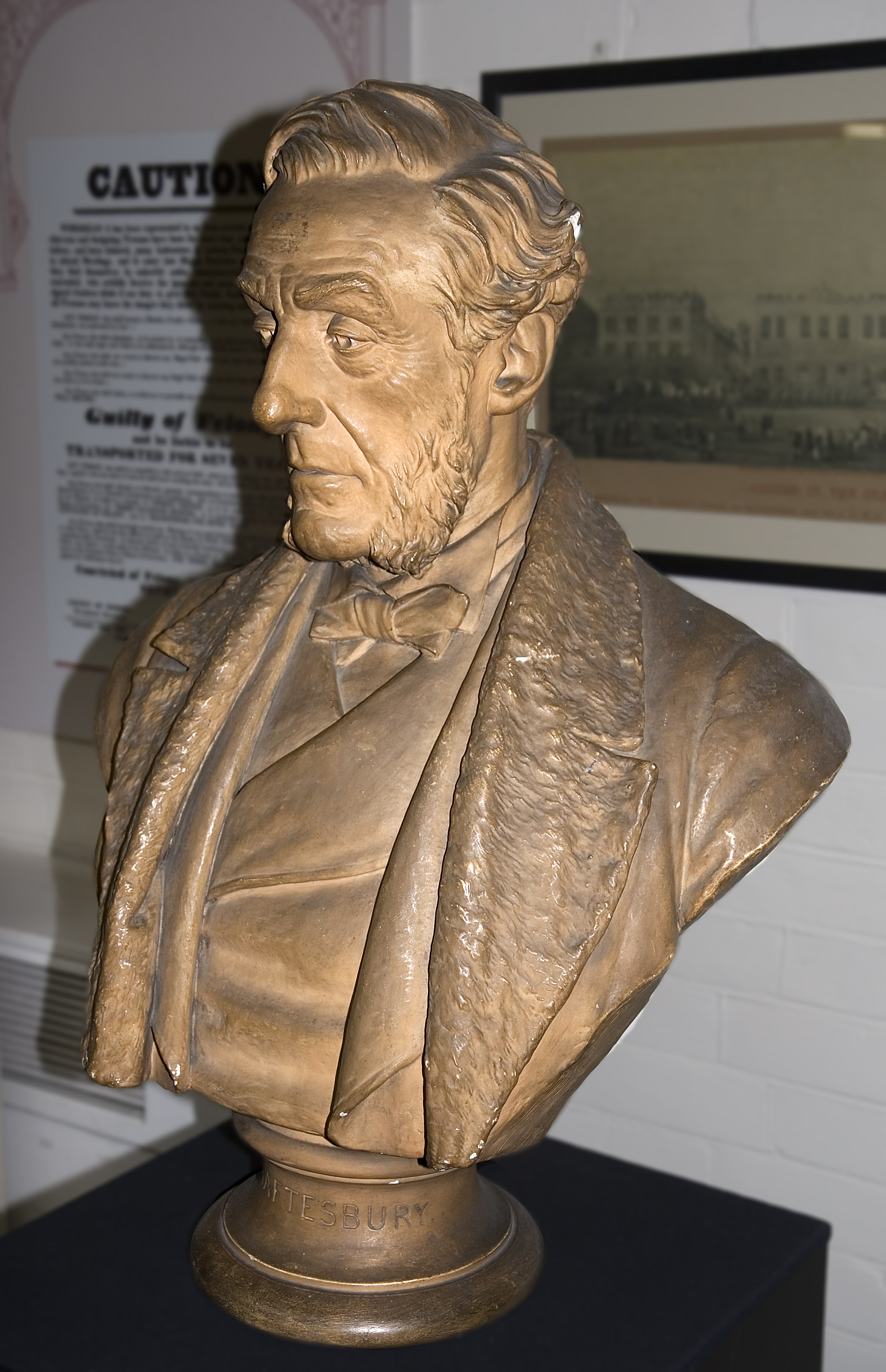
Busto de Anthony Ashley-Cooper, por F. Winter, 1886.

Anthony Ashley Cooper, séptimo conde de Shaftesbury (28 de abril de 1801 - 1 de octubre de 1885), Lord Ashley desde 1811 hasta 1851, fue un político y filántropo inglés.

## Vida
Nacido en Londres, fue educado en Harrow School y Christ Church, Oxford. Se convirtió en tory MP (Miembro del Parlamento) en 1826, y casi inmediatamente se convirtió en líder del movimiento por la reforma de la fábrica. Fue en gran parte responsable de las Leyes de fábrica de 1847 y 1853, así como la Ley de minas de carbón de 1842 y la Ley de locura de 1845 (para la mejora de los manicomios). Uno de sus principales intereses fue el bienestar de los niños, y fue presidente de la Ragged Schools Union y gran defensor de Florence Nightingale.
La vida familiar temprana de Ashley fue sin amor, una circunstancia común entre las clases superiores británicas y en ese sentido la infancia ficticia de Esther Summerson se asemejaba vívidamente en lo narrado en los primeros capítulos de la novela de Charles Dickens  Bleak House.
G.F.A en su biografía  Shaftesbury, escribió que: "Ashley creció sin ninguna experiencia de amor paternal. Vio poco a sus padres, y esta infancia difícil fue suavizada por el afecto que recibió de su ama de llaves Maria Millis y sus hermanas. Millis proporcionó a Ashley un modelo del amor cristiano que formaría la base para gran parte de su activismo social más tarde y su labor filantrópica."

## Reforma en fábricas y minas

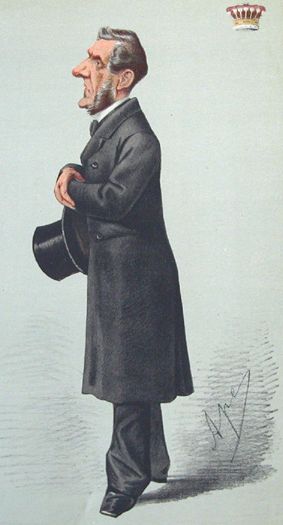
El Conde de Shaftesbury por Carlo Pellegrini, 1869.

En marzo de 1833 Ashley introdujo el acta de trabajo infantil, etc., en las fábricas donde ninguna persona menor de dieciocho años debe trabajar más de diez horas al día o más de ocho horas un sábado; y no menores de 25 años habrán de trabajar por las noches. Sin embargo el gobierno Whig, por una mayoría de 145, modificó esa decisión para sustituir "13" en lugar de "18" y la ley pasó que ningún niño menor de trece años trabajó más de nueve horas, insistió en que deben ir a la escuela y designó a los inspectores para hacer cumplir la ley.
En junio de 1836 fue introducido un proyecto de ley, que apoyó con los miembros de los comités de Lancashire creados donde se escribió: "si había un hombre en Inglaterra más dedicado a los intereses de la gente de fábrica que otro, fue Lord Ashley. Puede siempre confiar en él como un amigo firme y dispuesto"., en julio de 1837 él acusó al gobierno de ignorar las violaciones de la ley de 1833 y movido la resolución que la casa lamenta la regulación de las horas de trabajo de los niños se encontró a ser insatisfactoria.
En 1842 Ashley se escribió dos veces con el primer ministro, Sir Robert Peel, para instar al gobierno a apoyar una nueva ley de fábrica. para limitar las horas de trabajo de los adolescentes a diez horas, pero fue presentado un proyecto de ley con el objetivo de limitar sus horas de trabajo a las doce horas. esta enmienda de Ashley fue aprobada por ocho votos, la primera vez que los comunes aprobaron el principio de diez horas. Sin embargo en una posterior votación su enmienda fue derrotada por siete votos y el proyecto de ley fue retirada.
También en 1842 Ashley presentó la ley de minas y minas de carbón en el Parlamento para prohibir el empleo de las mujeres y niños bajo tierra en minas, Él hizo un discurso en apoyo a la ley y el Príncipe Alberto le escribió posteriormente para enviar  "los mejores deseos por su éxito total". Al final de su discurso, su oponente en el tema, Cobden, se acercó a Ashley y dijo: "Sabes cómo oponente en sus puntos de vista; no creo que nunca he sido puesto en tal un estado de ánimo en el curso de mi vida como lo he sido por su discurso".

## Reforma Educativa
En 1844, Ashley fue elegido presidente de la Unión de escuelas Ragged, que eran escuelas irregulares donde brindaban educación, comida, ropa y otros servicios gratuitos. La mayoría de los profesores eran voluntarios, pero había algunos que cobraban.
Lord Ashley escribió que: "Si el sistema escolar ragged fuera a fallar, no muriera en el curso de la naturaleza: muriera de un corazón roto".